# Kolonia Gidelska
Kolonia Gidelska – kolonia w Polsce, położona w województwie łódzkim, w powiecie pajęczańskim, w gminie Nowa Brzeźnica. Wchodzi w skład sołectwa Prusicko.
| SIMC    | Nazwa     | Rodzaj        |
| ------- | --------- | ------------- |
| 0139732 | Miroszowy | część kolonii |

W latach 1975–1998 miejscowość administracyjnie należała do województwa częstochowskiego.